# 回龙铺镇
回龙铺镇是中国湖南省宁乡市下辖镇，位于宁乡市中东部，县城以东区域。地缘上，回龙铺镇西连大成桥镇，北与煤炭坝镇、菁华铺乡接壤，东与白马桥社区毗邻，南与坝塘镇交界。辖域面积71.8平方公里，2007年全镇人口3.7万人（2000年人口普查36,249人）。

## 历史
由原回龙铺乡和万寿山乡于1995年合并设立。

## 区划
截止2016年，下辖6个村1社区，分别为候旨亭社区，回龙铺村、金玉村、丰收村、白金村、金旺村和沿河村。

## 地理
沩水河，湘江的支流，流经回龙铺镇。

## 教育
- 小学：回龙铺镇秧田完全小学、回龙铺镇万寿山完全小学
- 职高：潇湘职业中专学校

## 交通
省道S209东西方经过回龙铺镇。
县道X091东西方经过回龙铺镇。
县道X092往西北方在终点五亩冲汇入省道S206。
龙江大道南北方在终点竹山湾汇入玉煤大道。